# Martin Blaich
Martin Blaich (* 23. September 1820 in Zwerenberg im Schwarzwald, heute ein Ortsteil von Neuweiler; † 19. August 1903 in Preußisch Bahnau, heute Selenodolskoje) war ein bekannter Seelsorger und Erweckungsprediger (Evangelist) der Gemeinschaftsbewegung.
Blaich konnte aus gesundheitlichen Gründen nicht bei der Basler Mission aufgenommen werden und trat stattdessen in die Missionsschule der Tempelgesellschaft in Kirschenhardthof ein, für die er anschließend als Evangelist im Schwarzwald arbeitete. Mit Johannes Seitz zusammen gründete er 1878 in der Provinz Posen den Evangelischen Reichsbrüderbund. Zeitweise war er als Seelsorger der württembergischen Templer in Haifa tätig und bereitete deren Rückkehr in die Landeskirche vor. Hieraus ging die Evangelische Karmelmission hervor.